# Mémoire d'un sourire
Pour plus de détails, voir Fiche technique et Distribution.
Mémoire d'un sourire (Storia di una capinera) est un film italien réalisé par Franco Zeffirelli sorti en 1993.

## Synopsis
Maria est une jeune étudiante d'un couvent qui attend de devenir religieuse. En été, elle est renvoyée à la maison par sa famille parce qu'une épidémie de choléra a éclaté. Au cours de cette période, elle rencontre un jeune étudiant nommé Nino qui vit dans la même région et dont elle tombe amoureuse dès le premier regard. Le jeune homme semble également s'intéresser à elle: il l'invite à danser lors d'une fête et la courtise à d'autres occasions. Maria est indécise : elle aimerait être avec Nino, mais en même temps elle pense que son destin est de devenir religieuse. Un jour, Nino lui déclare son amour et lui demande de quitter le couvent : cela accentue le tourment de Marie, partagé entre le sentiment de l'amour et son devoir envers Dieu. Après avoir refusé Nino, elle retourne au couvent. 
Ici, contrairement à ses attentes, son tourment ne se calme pas et, au contraire, lui fait comprendre qu'elle aime Nino et qu'elle n'a pas pris la bonne décision. Marie pense aux moments passés avec Nino et se confesse à Sœur Agatha, une religieuse prétendument folle qui en fait elle aussi tourmentée par un sentiment d'amour pour un homme connu plusieurs années auparavant. Elle est devenue une religieuse par erreur. Au cours d'une confession à l'église, Maria voit une cérémonie de mariage et voit que le marié est Nino tandis que la mariée est la sœur de Maria, Giuditta. Maria tombe dans la dépression. Un soir, elle quitte le couvent et décide de courir vers Nino après avoir appris de son père qu'ils sont allés vivre dans la ville et que la maison est face à l'église. Maria est accueillie à la maison par Nino et Judith, mais elle comprend que maintenant il n'y a plus rien à faire et espère revenir Nino est parti parce que Judith attend un enfant. Désespérée, Maria révèle au garçon qu'elle a toujours été amoureuse de lui. Nino explique à Maria qu'elle a eu l'occasion et surtout le moment d'être avec lui, mais refuse; Nino a donc beaucoup souffert et a dû essayer d'oublier Maria. 
À la fin, les deux jeunes hommes s'embrassent et Maria retourne au couvent, résignée à ce qui s'est passé et devient religieuse, servant Dieu et l'Église pour toujours.

## Fiche technique
- Titre  original :  Storia di una capinera
- Réalisation : Franco Zeffirelli
- Scénario : Franco Zeffirelli et Allan Baker, d'après un roman de Giovanni Verga
- Sociétés de production : Officina Cinematografica, Cecchi Gori Group Tiger Cinematografica
- Producteur : Mario Cecchi Gori et Vittorio Cecchi Gori
- Photographie : Ennio Guarnieri
- Musique : Claudio Capponi et Alessio Vlad
- Montage : Richard Marden
- Distribution des rôles : Beata Rosenbaum et Emma Style
- Direction artistique : Giantito Burchiellaro
- Création des costumes : Piero Tosi
- Pays d'origine  : France
- Genre : Film dramatique
- Durée : 106 minutes
- Dates de sortie : 
  - Japon : 4 octobre 1993 (Festival international du film de Tokyo)
  - Italie : 4 février 1994
  - France : 16 août 1995

## Distribution
- Angela Bettis : Maria
- Johnathon Schaech : Nino
- Sara-Jane Alexander : Annetta
- Andrea Cassar : Gigi
- John Castle : Giuseppe
- Valentina Cortese : la mère supérieure
- Sinead Cusack : Matilde
- Frank Finlay : le père Nunzio
- Mia Fothergill : Giuditta
- Pat Heywood : Sœur Teresa
- Janet Maw : Tecia
- Denis Quilley : le baron Cesaro
- Vanessa Redgrave : Sœur Agata
- Annabel Ryan : Filomena
- Gareth Thomas : Corrado
- Sheherazade Ventura : Marianna